# Sapnik
Sapnik – wieś w Słowenii, w gminie Kostel. W 2018 roku liczyła 8 mieszkańców.